# António Gonçalves Curado
António Gonçalves Curado est le premier soldat portugais tombé au combat lors de la Première Guerre mondiale.

## Biographie
Il est né à Vila Nova da Barquinha au Portugal, le 29 septembre 1894.
Mobilisé au sein du 28e régiment d'infanterie. Il embarque à destination de la France le 22 février 1917. Il est le premier militaire portugais du Corps expéditionnaire portugais à mourir au combat. Il tombe le 4 avril 1917 dans les Flandres. 
Il a été par la suite l'objet de nombreux hommages.
Ses restes mortuaires ont été transférés au Portugal, où ils sont arrivés le 31 juillet 1929. La communauté française vivant au Portugal a fait ériger un monument à sa mémoire dans la ville de Figueira da Foz, siège de son régiment,.

## Hommages
- Une rue à Vila Nova da Barquinha porte son nom.